# Jordi Puigneró i Ferrer
Jordi Puigneró i Ferrer ([pudʒ.nə.ˈɾo] ; Sant Cugat del Vallès, 2 de febrer de 1974) és un enginyer informàtic i polític català. Fou vicepresident del Govern de la Generalitat de Catalunya i conseller de Polítiques Digitals i Territori des del maig de 2021 fins al 28 de setembre de 2022. Abans va ser conseller de Polítiques Digitals i Administració Pública del Govern de la Generalitat de Catalunya, del maig de 2018 al maig de 2021. És considerat l'ideòleg del projecte de la "República Digital Catalana".

## Biografia
Nascut a la rambla de Ribatallada de Sant Cugat del Vallès, va cursar l'Educació General Bàsica (EGB) a l'escola pública Jaume Ferran i Clua de Sant Cugat i el batxillerat (BUP) a l'Institut Pedagògic Sant Isidor (IPSI) de Barcelona. És enginyer màster (MEng) en Sistemes d'Informació per la Universitat de Surrey (Anglaterra, juny de 1997). De 1997 a 2001 va treballar a Frankfurt com a enginyer TIC en el departament informàtic d'un banc alemany. El 2001 torna a Catalunya per treballar a una empresa multinacional de tecnologia.

### Carrera política
La seva carrera política s'inicià a la Joventut Nacionalista de Catalunya, on entrà a militar l'any 1999. Tres anys després, el 12 de desembre de 2002 va ser elegit president local de la JNC de Sant Cugat i el 20 de setembre de 2003 president comarcal, responsabilitats que va exercir fins a finals de 2004, any en què va fer els 30 anys i per edat va passar a militar a CDC.
En el XIII Congrés de CDC el 2004, Jordi Puigneró es va fer famós políticament en presentar una esmena que demanava que CDC no podia donar suport a la Constitució Europea si aquesta no reconeixia "l'oficialitat del català al mateix nivell que d'altres llengües de la UE amb similar nombre de parlants”. Puigneró va guanyar contra pronòstic la votació a la direcció del partit per més del 80% dels vots i va provocar el primer congrés extraordinari fet mai per CDC.
Uns anys més tard, el 27 d'octubre de 2009, Puigneró va ser elegit president local de CDC a Sant Cugat, càrrec que va ocupar fins al 22 de març de 2012. Durant el seu mandat al capdavant del partit a Sant Cugat, Convergència i Unió guanyà de forma consecutiva totes les eleccions a la ciutat: catalanes 2010, municipals i espanyoles del 2011. El juliol de 2016 formà part de l'assemblea fundacional del Partit Demòcrata Català, formació on va deixar de militar l'agost de 2020, per passar a formar part de Junts.

### Política institucional
En l'àmbit institucional, el 19 de setembre de 2005 Jordi Puigneró prengué possessió com a regidor de l'Ajuntament de Sant Cugat en substitució del seu company Jaume Tubau, mort com a conseqüència d'un càncer fulminant. Des de llavors Puigneró va anar ocupant diferents responsabilitats dins l'equip de govern de l'alcalde Lluís Recoder primer, i després amb l'alcaldessa Mercè Conesa i Pagès, arribant a ser el segon Tinent d'alcalde de la ciutat de Governació, Seguretat, Mobilitat i Tecnologia. Cal destacar del seu pas per l'Ajuntament, la posada en marxa dels Premis Ciutat de Sant Cugat, i la iniciativa de fer de Sant Cugat una ciutat intel·ligent.
El 5 de novembre de 2013 va ser nomenat director general de Telecomunicacions i Societat de la Informació, i posteriorment, el 9 de febrer de 2016, va ser designat Secretari de Telecomunicacions, Ciberseguretat i Societat Digital del Govern de Catalunya. En aquest període va ser responsable de les polítiques de ciberseguretat de Catalunya i president del Centre de Seguretat de la Informació de Catalunya, fet que el va portar a coordinar la ciberdefensa de l'atac que va patir la Generalitat durant la consulta sobre el futur polític de Catalunya de l'any 2014.  
El maig del 2018 fou nomenat conseller del Govern de Joaquim Torra i Pla. El 2 de juny de 2018 va prendre possessió com a conseller de Polítiques Digitals i Administració Pública de la Generalitat de Catalunya. Entre les principals accions polítiques destaquen el desplegament de la xarxa de fibra òptica per Catalunya, la posada en funcionament de l'Agència Catalana de Ciberseguretat, el Centre Blockchain de Catalunya i el Centre d'Innovació en Dades i Intel·ligència Artificial (CIDAI). També va ser l'impulsor de la construcció d'un port digital per l'arribada a Catalunya del primer cable submarí d'Internet (el segon més llarg del món), l'impuls del Corredor 5G del Mediterrani, l'impuls de les dones en l'àmbit de les TIC. Però segurament l'acció més notòria del seu mandat va ser el llançament del primer nanosatèl·lit del Govern de Catalunya que va ser batejat com a enxaneta per votació popular dels nens i nenes de Catalunya. Malauradament, el projecte de la identitat digital catalana va quedar aturat per un decret del govern espanyol. A banda, arran de la pandèmia de la COVID-19, el seu departament va adoptar mesures per regular el teletreball en l'administració.
El maig de 2021 va ser nomenat vicepresident del Govern Aragonès després de les eleccions al Parlament de Catalunya de 2021, càrrec que ocupà fins al 29 de setembre de 2022, quan fou destituït del càrrec pel mateix president, Pere Aragonès, després d'un conflicte entre els dos socis de govern. En aquesta etapa com a Vicepresident i Conseller de Polítiques Digitals i Territori, impulsa el projecte Aina (la primera intel·ligència artificial que interactua en català), aprova normatives que aturen la construcció de més de 50.000 edificacions al litoral català i més de 8000 al Pirineu, i posa en marxa la T-Mobilitat i LaMevaCartera, dues eines de serveis digitals del dia a dia del ciutadà. És un dels responsables que l'esdeveniment tecnològic més important del món, el Mobile World Congress, renovi el seu contracte i es quedi a Catalunya fins al 2030 com a mínim.

## Vida personal
Pare de dues filles, l'any 2009 va perdre un fill de 6 anys a causa d'un càncer fulminant. Amant i practicant de l'excursionisme d'alta muntanya, l'estiu de 2014 va coronar en ruta i de forma consecutiva tots els cims de 3.000 metres que tindria una Catalunya Independent, travessa que va ser editada i publicada un any després per l'Editorial Alpina. El mes de juliol de 2020 va publicar el llibre El 5è Poder, La República Digital a les teves mans amb l'editorial Penguin Random House.

## Obra publicada
- 2020: El 5è poder: La República Digital a les teves mans. Penguin Random House. ISBN 978-84-16-86389-1